# Plastocerus frater
Plastocerus frater is een keversoort uit de familie Plastoceridae. De wetenschappelijke naam van de soort is voor het eerst geldig gepubliceerd in 1866 door Leconte.